# Теологичен университет Фриденсау
Теологичният университет Фриденсау (на немски: Theologische Hochschule Friedensau) е държавно признат частен църковен университет в град Мьокерн, провинция Саксония-Анхалт, Германия.
Основан е през 1899 г. и принадлежи на Църквата на адвентистите от седмия ден. Библиотеката на университета съдържа около 100 000 заглавия; може да се ползва безплатно 72 часа в седмицата.

## История
Това достъпно за всички мисионерско училище, основано във Фриденсау през 1899 г., има през първата година само 7 ученика. През първата половина на 20 век учебното църковно учреждение се разраства до църковна образователна институция за цяла Средна и Източна Европа.
В неговия разцвет до Първата световна война там се обучават 250 абсолвенти. От 1914 г. част от училищната сграда се ползва като лазарет. Едва през 1919 г. става възможно възобновяването на учебния процес, който отново е преустановен по време на Втората световна война.
През 1943 г. Вермахтът окупира повечето сгради, оборудва ги и използва помещенията за лазарет. По-късно Съветската армия използва също Фриденсау като клазарет. Сградите са освободени през 1947 г.
В продължение на 40 години в ГДР теологичният семинар във Фриденсау има възможността да се развие и получава статута на университет, признат от държавата през 1990 г.
Днес Теологичният университет Фриденсау е до университета за църковна музика в Хале един от двата църковни университети в Саксония-Анхалт.

## Специалности
- Теология (B.A./M.A./M.T.S.)
- Социално дело (B.A./M.A.)
- Интернационални социални науки (M.A., от октомври 2008 г. на английски език)
- Съветване / counselling (M.A.)
- Musikpropädeutikum
- Църковна музика ("C")
- Немски език за чужденци (TestDAF и Kleines Deutsches Sprachdiplom – KDS диплома на Гьоте-институт)

## Институти
- Институт за Стар завет и библейска археология
- Институт за развитие и взаимопомощ
- Институт за семейно и социално изследване
- Институт за история на Църквата на адвентистите от седмия ден
- Институт за интегративна работа за деца, младежи и възрастни
- Институт за изследване на толерантността (исторически и социално)
- Институт по въпросите на пристрастяването и зависимостта
- Институт за църковна музика
- Институт за музикална терапия
- Институт за езиците
- Институт за религиозна свобода